# Окшея
Окшея (пол. Okrzeja) — село в Польщі, у гміні Кшивда Луківського повіту Люблінського воєводства.
Населення — 1587 осіб (2011).
У 1975-1998 роках село належало до Седлецького воєводства.

## Демографія
Демографічна структура станом на 31 березня 2011 року:
|          | Загалом | Допрацездатний вік | Працездатний вік | Постпрацездатний вік |
| -------- | ------- | ------------------ | ---------------- | -------------------- |
| Чоловіки | 843     | 224                | 529              | 90                   |
| Жінки    | 744     | 181                | 392              | 171                  |
| Разом    | 1587    | 405                | 921              | 261                  |